# Wegekapelle (Boverath)

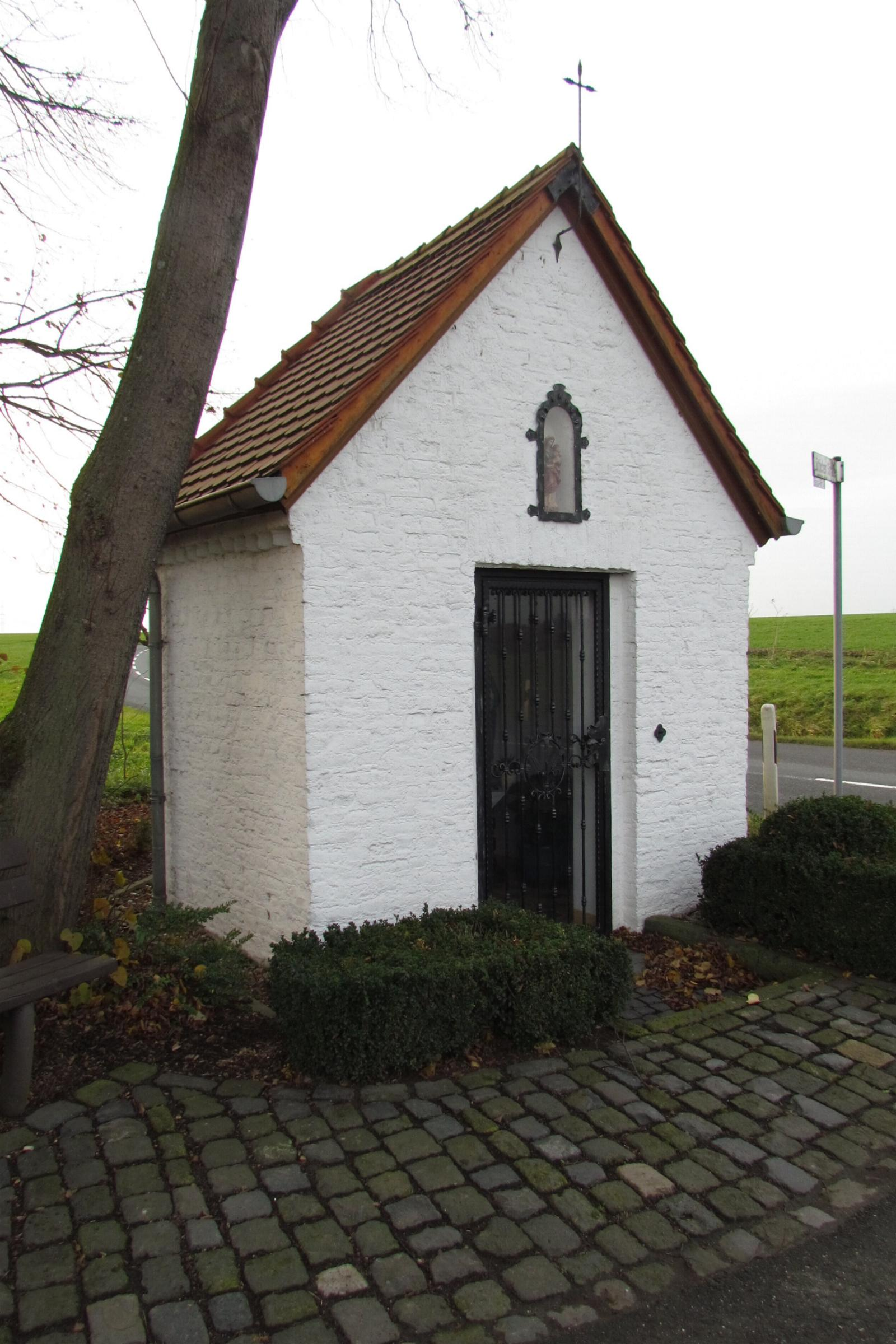

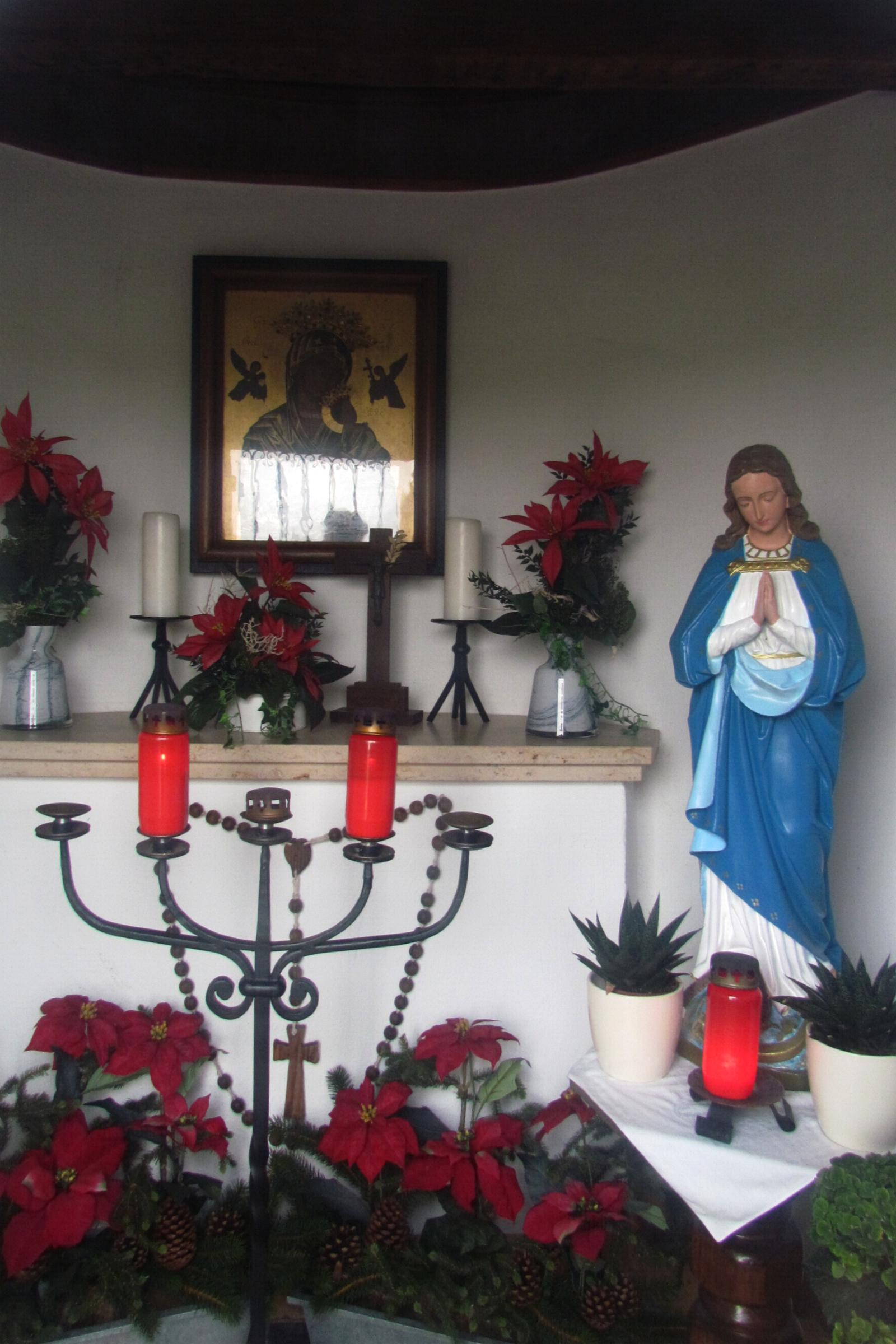
Innenansicht der Kapelle

Die katholische Wegekapelle befindet sich in der Feldflur zwischen den Ortsteilen Dremmen und Boverath der nordrhein-westfälischen Stadt Heinsberg. Sie steht als Baudenkmal unter Denkmalschutz.

## Lage
Die Boverather Kapelle steht an der Lütticher Straße und befindet sich in freier Lage etwa auf halbem Weg zwischen Dremmen und dem seit dem 14. Jahrhundert urkundlich belegten Weiler Boverath am Knotenpunkt mehrerer Straßen und Wege.

## Beschreibung
Bereits im Urkataster von 1824/25 wurde das angrenzende Flurstück als Hinterm Heiligenhäuschen bezeichnet. Dies muss als sicherer Beleg für das Vorhandensein einer Kapelle gelten, auch wenn die Tranchotkarte (1806/07) und die preußische Uraufnahme (1840er Jahre) eine solche nicht verzeichnen.
Sicher überliefert ist hingegen, dass die heutige Kapelle insbesondere während der Weltkriege häufig von Gläubigen besucht wurde.
Bei der dem 19. Jahrhundert entstammenden Kapelle handelt es sich um einen kleinen Backsteinbau, dessen apsidaler 3/8-Schluss nach Westen gerichtet ist, so dass Ansicht und Eingang des Inneren von der östlich benachbarten Wegekreuzung aus erfolgen können. Der Außenbau ist seit den 1960er Jahren weiß geschlämmt, das Dach mit erdbraunen Flachziegeln in Biberschwanzverlegung mit deutlich hervortretenden Gratziegeln eingedeckt. Einzige auszeichnende Elemente des schlichten, fensterlosen Baues sind ein Deutsches-Band-Fries unterhalb der Dachtraufe und eine kleine Mauernische über der geraden Sturzmauer der Tür in der östlichen Stirnseite.
Tür und Inneneinrichtung sowie das Bild einer Ikone sind modern. Dem Gebäude zugehörig ist eine für Feldkapellen typische Baumgruppe, die in der ansonsten ausgeräumten Flur weithin sichtbar ist.